# Werner von Urslingen
Werner von Urslingen (it. Guarnieri d'Urslingen, Duca Guarnieri) (* um 1308; † 1353) aus der schwäbischen Familie von Urslingen war einer der ersten und berüchtigtsten Condottieri in Italien. Er verdingte seine Truppen an Städte oder Fürsten und wechselte häufig die Fronten. Er setzte weniger auf den Kampf gegen andere Truppen, sondern plünderte und verheerte die Umgebung von Städten und erpresste von diesen Geld für seinen Abzug.

## Leben
Er stammte aus der schwäbischen Familie von Urslingen, die von Friedrich II. mit dem Herzogtum Spoleto belehnt worden war. Diese Herrschaft hatte die Familie längst verloren. Sein Vater war möglicherweise Konrad von Urslingen.

### Compagnia di San Giorgio
Über seine frühen Jahre ist nichts bekannt. Er erscheint bereits als Söldnerführer in Norditalien. Neben ihm gab es in dieser Zeit eine Reihe anderer Söldner aus dem schwäbischen Raum. Unter dem Oberbefehl von Lodrisio Visconti  führte er mit anderen die Compagnia di San Giorgio. Diese bestand vorwiegend aus Söldnern, die aus dem deutschsprachigen Raum stammten. Die meisten von ihnen waren zuvor von Mastino della Scala entlassen worden. Die Kompanie kämpfte erfolgreich in Norditalien. Dabei plünderte sie die Lombardei aus. Im Jahr 1339 kam es zur Schlacht von Parabiago. Dort hat die Truppe zunächst die Mailänder besiegt und ging zum Plündern über. Dabei wurden sie von Mailänder Reservetruppen geschlagen. Werner führte die Überreste der Söldnertruppe und trat zeitweise in den Dienst von Verona.

### Grande Compagnia

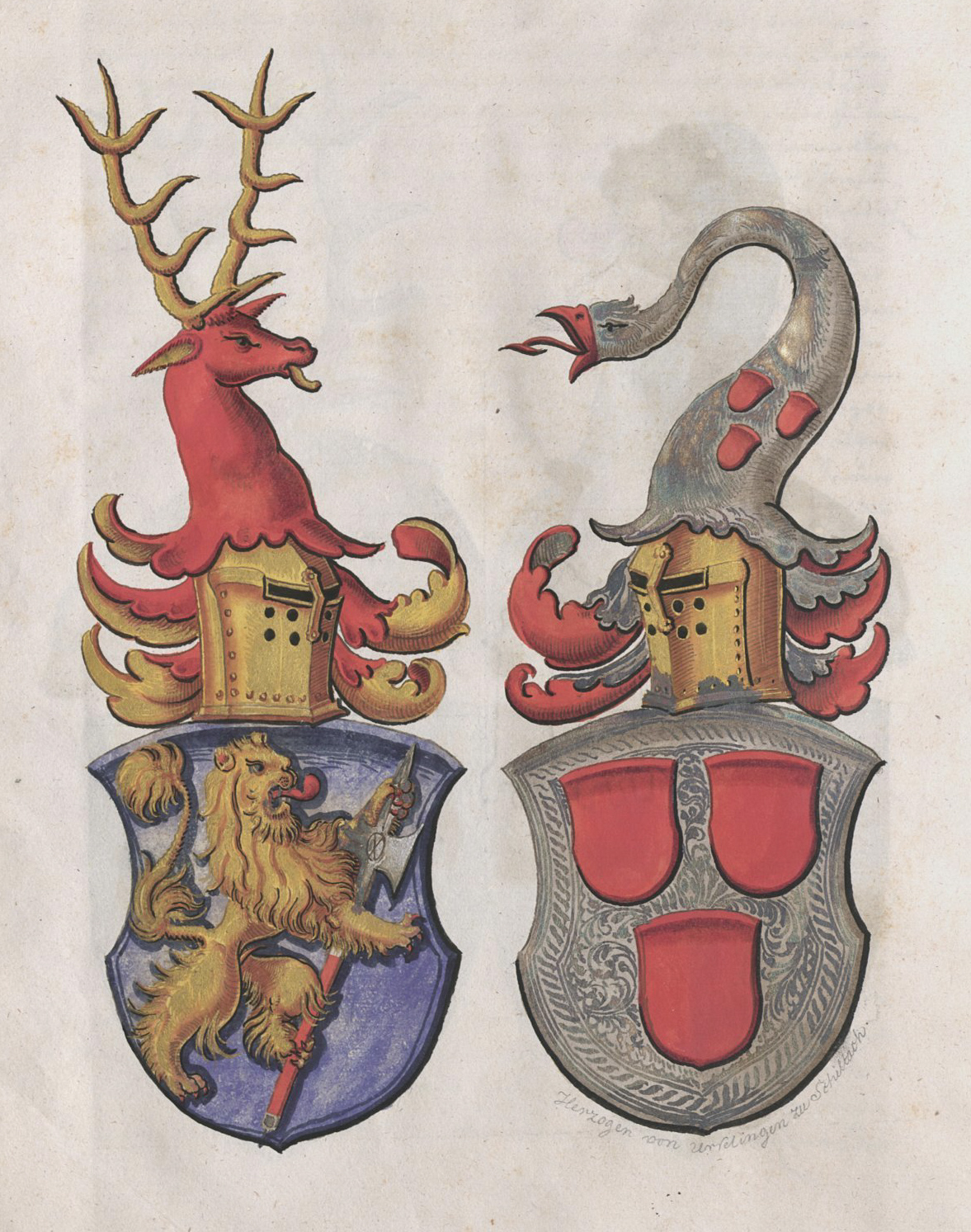
Rechts das Wappen Urslingen.

Im Jahr 1342 stand er im Dienst von Pisa und kämpfte gegen Florenz um den Besitz von Lucca. Pisa wollte von Urslingen und seine Söldner nach einem Kriegszug loswerden. Sie zahlte die Truppe aus und legte noch zusätzliche Gelder darauf, damit von Urslingen aus dem Gebiet von Pisa nach Florenz ziehen würde. Aus diesen Lanzenreitern und Fußsoldaten gründete er eine eigene Söldnertruppe, die er Grande Compagnia nannte. Diese bestand im Kern anfangs aus 3000 deutschen Lanzenreitern.
In der Folge agierte er mit seinen Truppen teilweise unabhängig, meist im Auftrag norditalienischer Städte oder Fürsten. Ihr Erfolg führte zum Zustrom neuer Söldner. Seit dieser Zeit scheint er sich Herzog genannt zu haben. Auf seiner Rüstung stand „Herzog Guarnieri, Herr der Gran Compagnia, Feind Gottes, des Erbarmens und des Mitleids.“ Dieses Motto war angesichts der Religiosität der Zeit möglicherweise eine bewusste Provokation.
Er verheerte 1342/43 die Romagna und die Emilia. Städte wurden erpresst und wenn sie nicht zahlen wollten, wurde das Umland verwüstet. Werner von Urslingen bemühte sich um Aufträge für seine Truppen und hielt ein Mindestmaß an Disziplin aufrecht. Die Beute floss in eine gemeinsame Kasse ein, aus der der Sold gezahlt wurde. Zu Beginn stand Werner von Urslingen im Dienst von Walther von Brienne, der Florenz beherrschte. Die Kompanie wurden für den Kampf gegen Siena und Perugia angeworben. Werner von Urslingen zog nach Siena, plünderte das Umland und zog erst ab, als die Stadt erhebliche Geldsummen bezahlt hatte. Danach erpresste sie von Assisi auf ähnliche Weise Lösegeld. Die einzelnen Städte oder Fürsten waren zu schwach, um gegen starke Söldnertruppen wie die von Urslingen vorgehen zu können. Nur im Bündnis konnten sie hoffen, ihn vertreiben zu können.
Walter von Brienne hatte sich inzwischen mit anderen zu einem Bündnis zusammengeschlossen, das gegen die Gonzaga und deren Verbündete kämpfte. Beide Seiten versuchten Werner von Urslingen mit entsprechenden Summen zu verpflichten. Er trat aber in den Dienst von Francesco II. Ordelaffi, Herr von Cesena und verwüstete die Umgebung von Rimini. Weil die Soldzahlungen ausblieben, wandte er sich gegen seinen Auftraggeber. Danach trat von Urslingen in den Dienst des genannten Bündnisses. Den Winter brachten sie in deren Gebiet bei Modena und Reggio nell’Emilia zu. Als die Lebensmittel knapp wurden, plünderte die Kompanie wie in Feindesland.
Die Verbündeten Fürsten, in deren Dienst von Urslingen offiziell noch stand, schlossen mit ihren bisherigen Gegnern einen Waffenstillstand, um gegen die Kompanie vorgehen zu können. Diese wollte mit ihrer Beute über die Alpen gehen. Beide Seiten wollten eine Schlacht vermeiden. Werner von Usingen sagte gegen eine Geldzahlung zu, die Truppe aufzulösen. Daraufhin kehrten die meisten Söldner nach Deutschland zurück, einige heuerten bei anderen italienischen Herren an.

### Rückkehr nach Italien
Im Jahr 1347 kehrte er mit 1500 Lanzenreitern im Dienste von König Ludwig von Ungarn zurück. Der König wollte den Tod seines Bruders Andreas von Ungarn rächen und kämpfte gegen dessen Witwe Königin Johanna I. von Neapel. Die Truppen von Urslingen verheerten nun das südliche Italien. König Ludwig wollte nach seinem vermeintlichen Sieg die kostspieligen Söldner loswerden und entließ sie. Werner von Urslingen machte er zum Kommandanten der Festung Aquilia. Er wurde angeklagt, mit den Gegnern im Bunde zu stehen. Werner von Urslingen sammelte etwa 3000 Söldner um sich und  plünderte Kampanien. Gegen ihn kam es zum Bündnis verschiedener mittelitalienischer Herrscher. Von Urslingen trat 1348 für kurze Zeit in päpstliche Dienste. Zeitweise nahm Königin Johanna ihn in ihren Dienst. In der Schlacht von Meleto siegte er im Verbund mit anderen Söldnern. Er war dabei, als die Königin mit ihrem Gatten in Neapel einzog. Von Urslingen wechselte aber bald wieder in die Dienste König Ludwigs und wurde von diesem nach Apulien geschickt. Belohnt wurde er mit einer hohen Stellung in dessen Heer.
Zusammen mit anderen gründete er 1350 die Grande Compagnia wieder. Diese agierte in Norditalien. Sie stand im Dienst von Signorien der Romagna im Kampf gegen Clemens VI. Er wechselte bald die Seiten, um nun für den Papst zu kämpfen. Im Jahr 1351 kämpfte er noch in Venetien.
Danach kehrte er mit einem großen Vermögen in seine schwäbische Heimat zurück, wo er bald darauf starb. Seine Kompanie bestand unter anderen Kommandanten weiter. Auf dem Höhepunkt ihrer Bedeutung 1353 zählte sie mehrere 10.000 Mann.